# Marginella aikeni
Marginella aikeni is een slakkensoort uit de familie van de Marginellidae. De wetenschappelijke naam van de soort is voor het eerst geldig gepubliceerd in 2012 door V. Veldsman & S. G. Veldsman.